# Michael Hischer

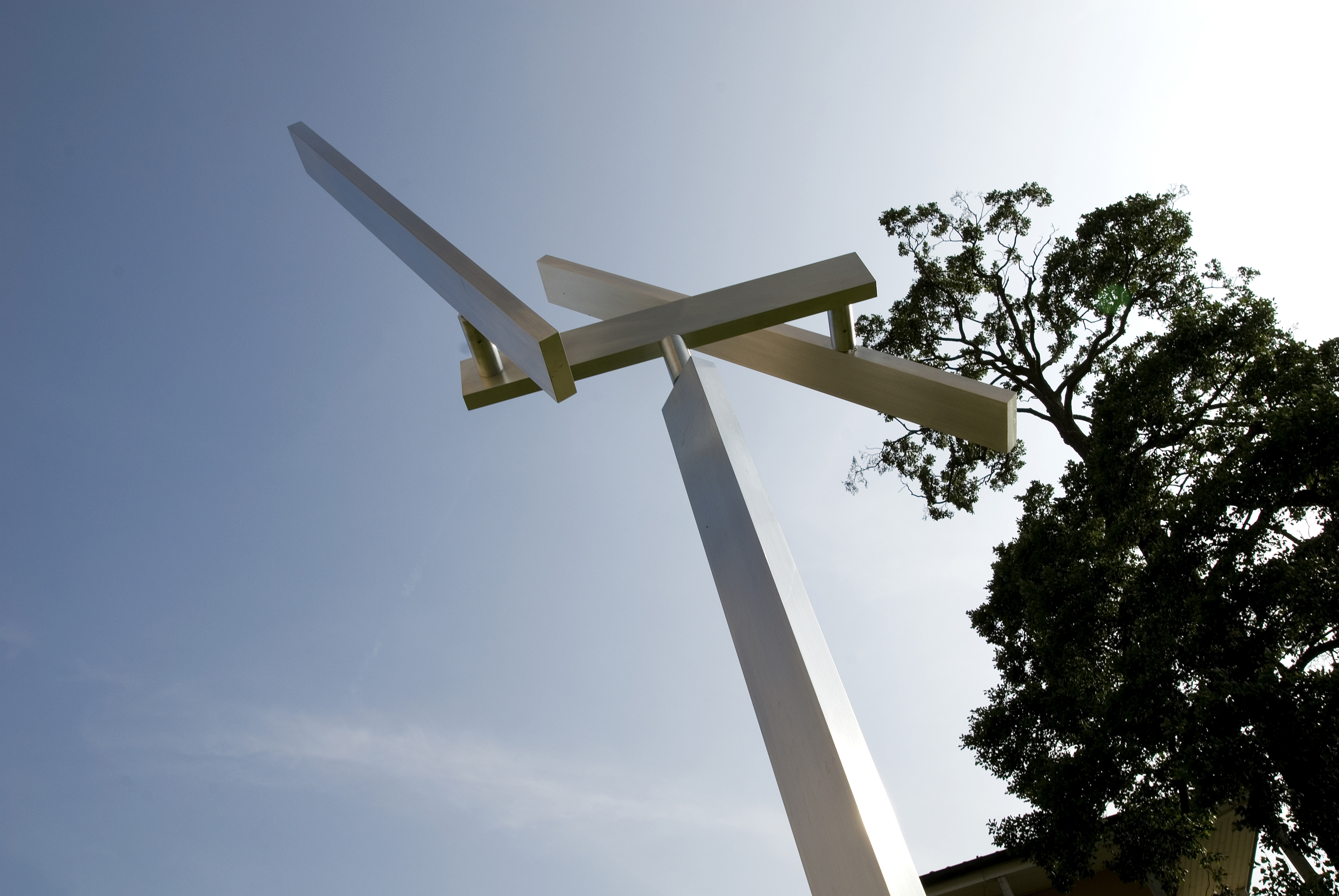
Kinetische Skulptur WV260

Michael Hischer (Pinneberg, 1955) is een Duitse beeldhouwer, die bekend is geworden met zijn kinetische kunst.

## Leven en werk
Hischer studeerde beeldhouwkunst aan de kunstacademie in Hannover en aan de Universität der Künste in Berlijn. Hij studeerde in 1988 af bij de beeldhouwers Dietrich Klakow en Rolf Szymanski. In 1991 kreeg hij studiebeurzen van de Karl-Höfer-Gesellschaft in Berlijn en de Werkstatt Schloß in Wolfsburg. Hischer werkt sinds 1993 aan beeldhouwwerken, die gekenmerkt zijn door beweging, kinetische objecten. De grote, kinetische metaalsculpturen zijn ontworpen voor de buitenruimte en moeten ondanks de lichte constructie (aluminium of roestvast staal) sterke wind of zelfs orkaankracht kunnen doorstaan.
De kunstenaar woont en werkt met zijn partner, de beeldhouwster Marina Schreiber, sinds 2008 in Fehrbellin-Betzin in de Landkreis Ostprignitz-Ruppin, ten noordwesten van Berlijn. Zijn werk bevindt zich in de openbare ruimte in Duitsland en maakt deel uit van collecties in onder andere Duitsland, Nederland, Engeland en Portugal. In 2010 stelt de kunstenaar 8 werken tentoon in Nederland.

## Dynamic Art Delta
In 2005 vond het tentoonstellingsproject Dynamic Art Delta plaats op het werkeiland Neeltje Jans in de Oosterschelde met acht Europese beeldhouwers onder het thema Movement at the Sea. Organisator was de in Nederland levende Duitse schilder en kinetisch kunstenaar Paul Kamper. Deelnemers waren onder anderen Kamper, Hischer, Bernward Frank en Albert in 't Veld.

## Exposities (selectie)
- 1987 Stahl 1987, Berlin - Workshop met Anthony Caro
- 1989 IV.Bildhauersymposion, Hannover-Langenhagen
- 1991 Werkstatt Schloß, Wolfsburg
- 1993 Stahlplastik in Deutschland, Halle (Saale)
- 1995 Mönchehaus Museum Goslar, Goslar
- 1998 Mobiles, Botanischer Garten, Braunschweig
- 1999 Zeitzonen, Wenen
- 2000 Skulptur 2000, Goslar
- 2003 Mobiles 3, Schwerin
- 2003 Im Wind 5, Ahrenshoop
- 2005 Dynamic Art Delta, Nederland
- 2005 Bildhauersymposion, Katzow
- 2006 Skulpturenpark Seddiner See, Potsdam
- 2007 Skulpturengarten Funnix, Wittmund
- 2007 10 kinetische sculpturen, Rheinsberg

## Fotogalerij

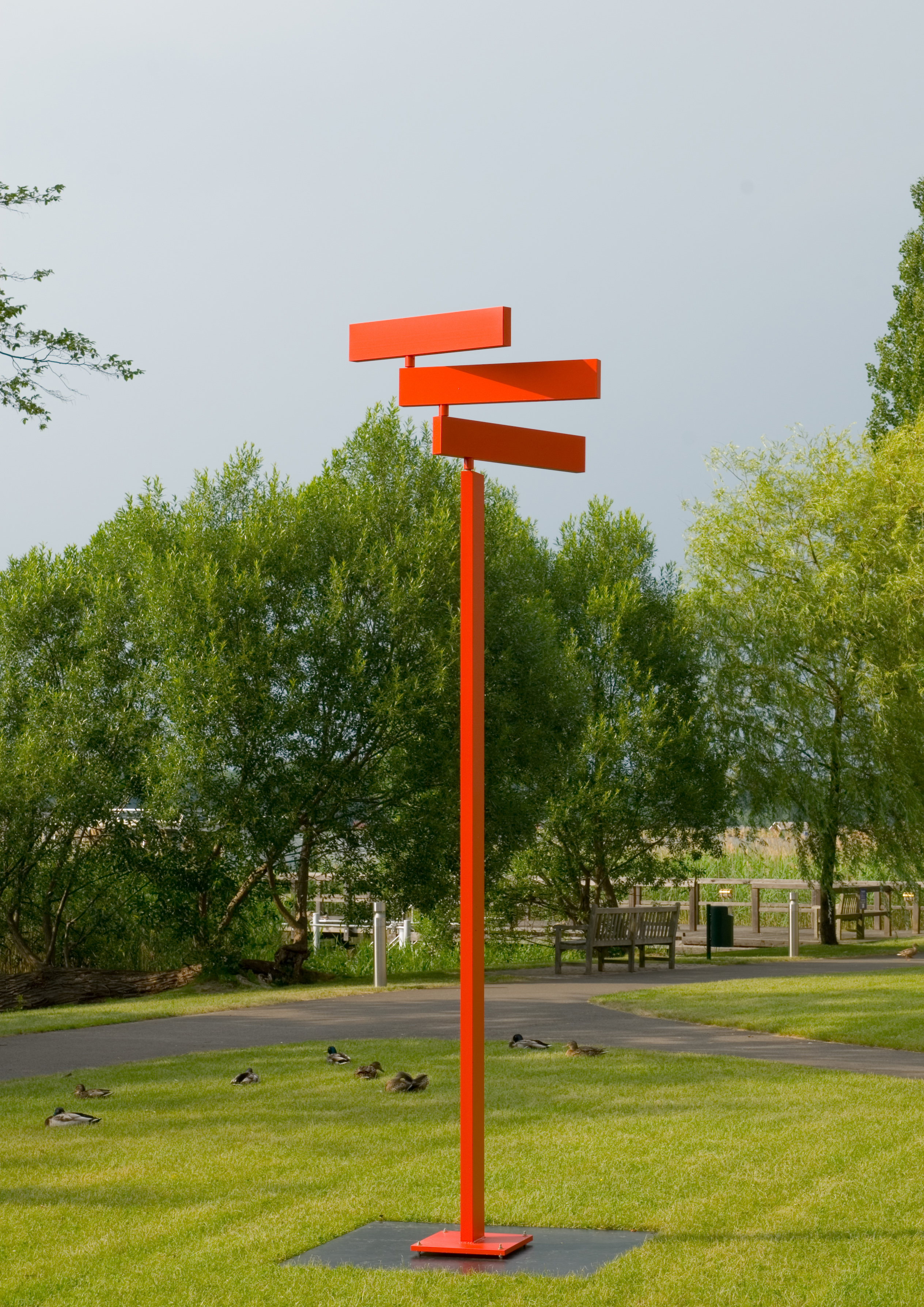
Objekt WV 205
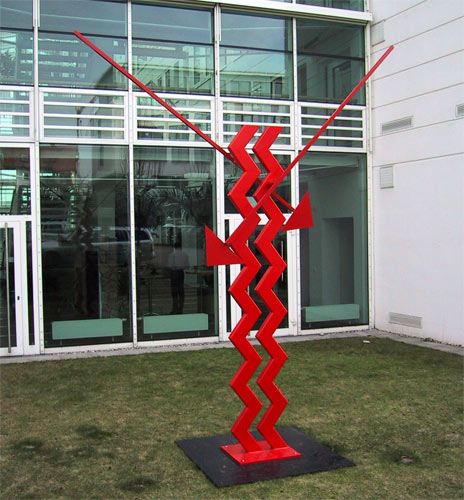
Sculptuur in Duitsland
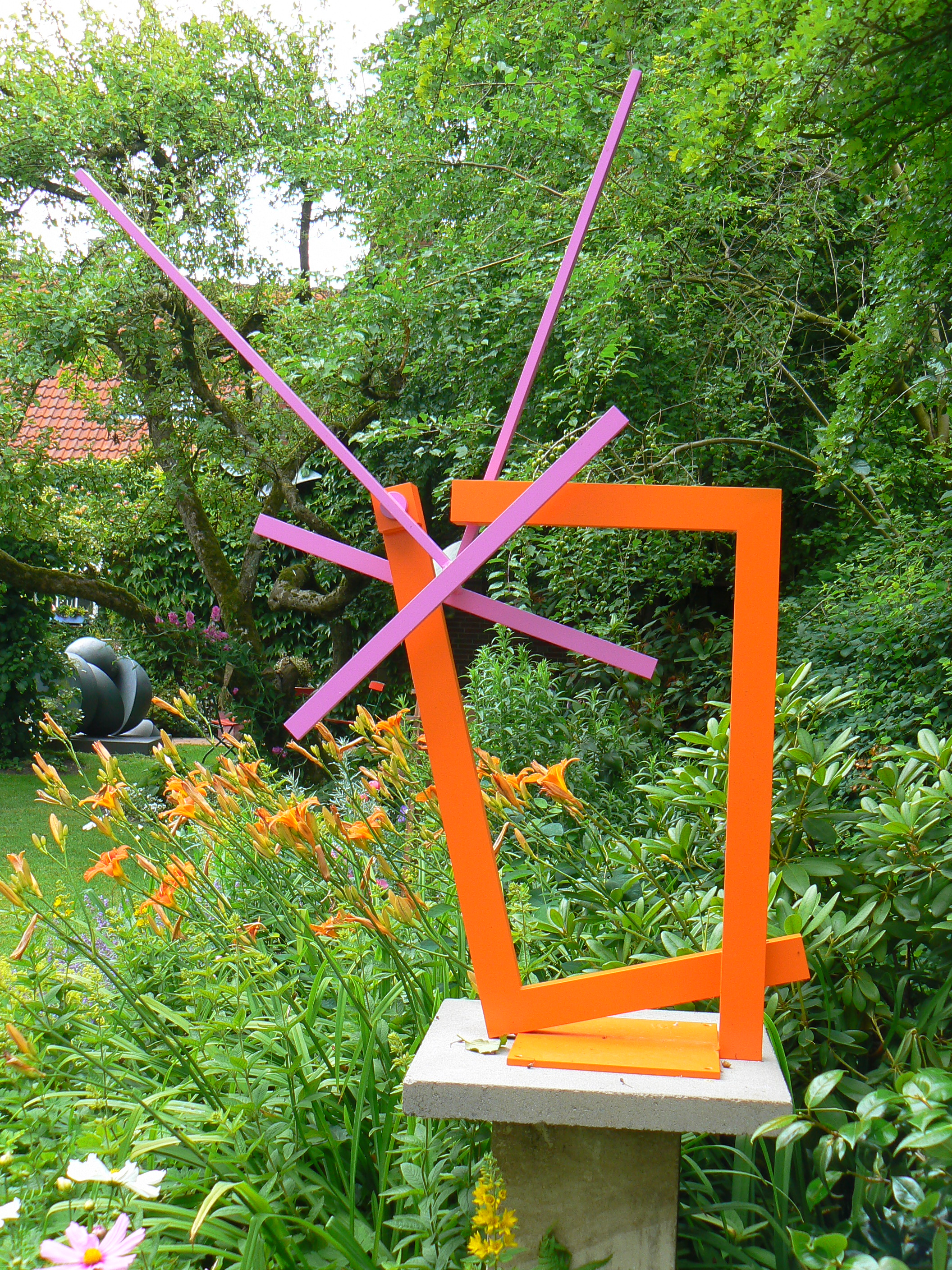
Klein kinetisch object in Funnix
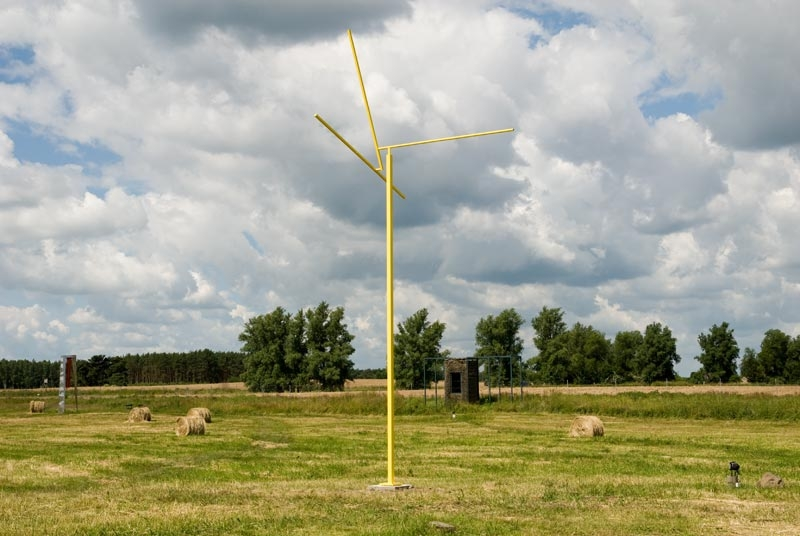
WV278, Skulpturenpark Katzow